# Sadfishing
Sadfishing (укр. седфішинґ, приманка на сум) — це термін, який використовується для опису поведінкової тенденції, коли люди роблять перебільшені заяви про свої емоційні проблеми, щоб викликати співчуття. Назва — гра слів на тему «кетфішинг» (англ. «catfishing»). Sadfishing — типова реакція тих, хто переживає важкі часи, або прикидається, що переживає важкі часи. Кажуть, що така поведінка завдає шкоди юним особам, наражаючи їх на цькування та грумімнг. Це пов'язано з тим, що люди діляться своїми особистими та емоційними історіями в інтернеті, часто отримуючи бажане. Іншим наслідком такої поведінки є те, що людей із «реальними проблемами» в кінцевому підсумку залишають поза увагою або навіть звинувачують у sadfishing та знущаються з них за це.
За дослідженням, молодих людей, які шукають підтримки в інтернеті, почали звинувачувати в sadfishing. У доповіді говориться, що звинувачення в sadfishing можуть ще більше зашкодити молодим людям із проблемами психічного здоров'я. Sadfishing пов'язане із кібербулінґом і часто розглядається як метод привернення уваги. Є припущення, що sadfishing приваблює насильників та педофілів.

## Передмова
Перше відоме використання слова sadfishing відбулося в січні 2019 року в статті для «Metro», написаній Ребеккою Рейд з посиланням на дописи Кендалл Дженнер в Instagram про її проблеми з акне, публікуючи фотографії, на яких вона розповідає про це. Пізніше цей термін підхопив Good Morning Britain, де вони взяли інтерв'ю та поговорили про це. Термін став популярним у соціальних мережах на початку жовтня 2019 року, коли його підхопили кілька новинних каналів і газет.

## Потенційні причини
Sadfishing може бути спричинений багатьма причинами, але основною причиною вважають те, що хтось не отримує достатньої уваги та/або має низьку самоповагу. Це підтверджується тим фактом, що люди, які займаються sadfishing, шукають компліментів: це дуже близько до нарцисичної поведінки, але з бажанням компліментів від інших людей для власного задоволення. Іноді дорослі беруть участь в sadfishing через ревнощі. Коли хтось почуває загрозу з боку іншої людини, яка забирає на себе всю увагу, ця особа може відповісти до такої поведінки, як sadfishing. Самотність також може призвести до sadfishing; пишучи про свої емоційні проблеми, люди, як правило, жадають уваги. Дописи про тривогу та депресію дуже поширені під час sadfishing, оскільки є багато людей які схильні виявляти турботу та увагу тому, хто займається sadfishing. Іншою причиною sadfishing може бути те, що комусь некомфортно ділитися почуттями з близькими друзями чи родиною, і в результаті вони звертаються з цим до соціальних мереж, щоб поділитися почуттями, співчуття та отримати увагу або навіть валідацію. Антисуспільна поведінка також може призвести до sadfishing: якщо у когось немає друзів і немає з ким поговорити, вони часто діляться цим в інтернеті. Ще однією причиною sadfishing може бути тролінґ; люди брехливо пишуть про свій пригнічений стан (вигадуючи його, або перебільшуючи його), та шукають, чи зможуть вони цим залучити собі аудиторію. Sadfishing також може бути пов'язаний із бажанням самим допомогти собі: деякі люди схильні займатись sadfish, щоб відчути себе краще, після того, як вони проговорили свою ситуацію та/або почуття.

## Справжня криза
Инколи важко визначити, чи людина щиро шукає підтримки, співчуття, чи людина свідомо ризикує завдати публічно собі шкоди. Це пов'язано з тим, що в соціальних мережах, у дописах, твіттах, фото користувачів часто бракує контексту та можливості читати невербальні сигнали, каже доктор Ліндсі Ґіллер, клінічна психологиня з Нью-Йорка. Люди, які мають тягу до суїцида, окрім розмов про самогубство, виявлятимуть й інші ознаки, наприклад: поглиблена депресія, почуття неволі, почуття нікчемності або занепокоєння смертю. Вони можуть навіть розміщувати дописи в інтернеті про це, якщо розглядають самогубство чи самоушкодження; це може допомогти зупинити самогубство або самоушкодження, якщо поставитися до справи правильно. Потрібно серйозно сприймати людей, оскільки розмови про самогубство можуть бути проханням про допомогу, а також можуть бути пізнім знаком прогресування до спроби самогубства. Немає способу дізнатися, чи ваш друг страждає та переживає кризу, чи просто шукає уваги (sadfishing), особливо якщо ви не фахівець із психічного здоров'я. Таким чином, кожен тривожний пост слід сприймати серйозно, зазначає доктор Єлена Кецманович, клінічний психолог з Арлінгтона, штат Вірджинія.